# Mendon (Michigan)
Mendon é uma vila localizada no estado americano de Michigan, no Condado de St. Joseph.

## Demografia
Segundo o censo americano de 2000, a sua população era de 917 habitantes.
Em 2006, foi estimada uma população de 923, um aumento de 6 (0.7%).

## Geografia
De acordo com o United States Census Bureau tem uma área de
2,0 km², dos quais 2,0 km² cobertos por terra e 0,0 km² cobertos por água.

## Localidades na vizinhança
O diagrama seguinte representa as localidades num raio de 20 km ao redor de Mendon.